# 哈巴鳞毛蕨
哈巴鳞毛蕨（学名：Dryopteris habaensis）为鳞毛蕨科鳞毛蕨属下的一个种。